# デンドロシキオス・ソコトラヌス
デンドロキシオス（Dendrosicyos） はウリ科の単型属で、デンドロキシオス・ソコトラヌス(Dendrosicyos socotranus、キュウリノキ)の1種によって構成されている。 本種はイエメン・ソコトラ島の固有種であり、ウリ科の植物で唯一樹木として生育する種である。種名はもともとD. socotranaと綴られていたが、国際藻類・菌類・植物命名規約に基づき、男性形に改められた。

## 特徴
球根状の幹と小さな樹冠を持つ。1882年にアイザック・ベイリー・バルフォアによってはじめて記載された。最近のウリ科の分子系統解析によって、  デンドロキシオス系統はソコトラ島の年代の2倍であることが判明し、本土で絶滅した祖先系統を持っていると考えられている。
葉はほぼ円形で、細かい剛毛に覆われ、わずかに鋸歯がある。黄色い花（3cm）は、雄花と雌花が同じ株に咲き、交配受粉し、種子によってのみ繁殖する。果実（3×5cm）は緑色で、熟すと赤みを帯びた茶色になる。
過放牧や再生の影響を受けた苗木は、時間の経過とともに劣化する可能性があるが、Cissus subaphyllaによってヤギから保護されている苗木は例外である。この種は絶滅危惧種に指定されており、ソコトリ語では、カムヒイン（qamhiyn）と呼ばれる。
原産地から想像されるのとは対照的に、デンドロシキオス・ソコトラヌスは、気温が20℃以上であれば、浸水や施肥によく反応する。自然環境では、高さ3メートルに達する個体もある。幹は多肉質であるが、若いうちはボトル型ではない。5年で開花する。
デンドロシキオス・ソコトラヌスは、繊維質の木材（パキカウル）からなるボトル型の基部を有しており、幹の直径は最大1メートルに達する。幹からは多数の小枝や枝が伸びており、ボトルツリーのような独特の成長形態をしている。
基部は主に柔組織から構成されており、柔組織には、互いに連結（吻合）した小さな道管が埋め込まれてある。これらの道管には形成層があり、そこから二次師管が形成されるが、常に活動的な形成層は存在せず、常に新しい形成層が周縁部に順次形成される。デンドロシキオスは、このような分裂組織が確認された初めてのウリ科植物である。
葉は長さ約25cm、幅約25cmで、葉縁はわずかに棘があり、葉の裏面には2～7個の細胞からなる毛状突起がある。細胞内にはしばしば2個の鍾乳体が含まれており、表皮細胞は木質化する。
花は葉腋に咲き、本種は雌雄同株で一つの植物に雄花と雌花が咲く。花は黄橙色で長い花弁を持っており、果実は卵形であり、種子は約6mmである。
この植物には、珍しい環構造を持つイソククルビタシンであるデンドロシシンが含まれている。

## 繁殖と場所
1882年にアイザック・ベイリー・バルフォアによって記載されたこの種は、一般的にソコトラ島固有種とされているが、アフリカ大陸のジブチにも生息していたとする文献（1887年）もある。ソコトラ島の乾燥地帯では、平野部ではクロトン・ソコトラヌス（Croton socotranus）と共生し、標高500メートルまでの石灰質土壌では、非常に多く見られる。この種は乾燥した場所によく適応しており、いくつかの植生タイプに広く分布しているが、分布域はむしろ断片的である。広い地域では孤立した高木や小規模な遺存個体群しか見られず、他の地域では比較的豊富に見られる。サムハー島には数本の高木が見られるが、ダルサー島やアブドゥル・クリ島には見られない

## 保全状況
深刻な干ばつ時には、樹木が伐採され、パルプ状に加工され、家畜の飼料として利用される。キリサンなどの一部の地域では、この結果、デンドロシキオスはほぼ絶滅している。平野部では、トゲのある低木クコ（Lycium sokotranum）や多肉質の低木キッスス（Cissus subaphylla）の群落など、密生した植生に覆われた場所で、苗木は家畜の攻撃から守られながら発芽し、成長する。クコやキッススが存在しない場所では、再生はほとんど、あるいは全く見られない。そのため、ソコトラ島南部とサムハー諸島では、干ばつ後のデンドロシキオスの個体群の回復は、キッススの群落の存在に大きく左右される。

## 命名法
この属はカボチャ亜科ウリ科（Cucurbitoideae）に属し、コニアンドレア族（Coniandreae）に属する。デンドロシキオス属はコニアンドレア族の基底種であり、コニアンドレア族の他の属は姉妹群である。
Dendrosicyos socotranus という名前は「ソコトラ島のキュウリの木」を意味する。